# Chrysamma
Chrysamma is een geslacht van vlinders van de familie slakrupsvlinders (Limacodidae).

## Soorten
- C. amabilis Clench, 1955
- C. erythrochrysa Tams, 1929
- C. purpuripulcra Karsch, 1896
- C. syntomoctena Tams, 1929